# Henri Lefèbvre (musicien)
Pour les articles homonymes, voir Lefèbvre.
Henri Casimir Lefèbvre (né le 23 avril 1867 à Lillers et mort le 11 mai 1923 à Douai) est un clarinettiste classique français. Il fait partie des fondateurs influents de l'école française de la clarinette dans la lignée de Frédéric Berr, Hyacinthe Klosé et Cyrille Rose des XIXe et XXe siècles.

## Biographie
Fils de postier, Henri Lefèbvre commence très jeune l'apprentissage de la clarinette dans le Nord de la France auprès de M. Vanduick, chef de l'harmonie d'Hénin-Liétard. Il obtient son premier prix de clarinette au conservatoire de Paris  en 1887 à l'âge de 18 ans dans la classe de Cyrille Rose (1er accessit en 1885, 2ème prix en 1886).
Cyrille Rose le considérait comme son meilleur élève et comme son fils. Il poursuit l'œuvre de Cyrille Rose basé sur la promotion du beau phrasé et de l'intonation, plus que sur la technique pure. 
À la mort de Rose en 1902, il hérite de ses clarinettes et de son matériel. 
Il commence sa carrière comme 2ème clarinette solo à l'orchestre de la Garde républicaine mais y reste peu de temps. Il entre aux concerts du Châtelet.
Il enchaîne les postes de clarinette solo aux concerts Colonne, puis aux concerts Lamoureux. Il entre à l'orchestre de l'opéra de Paris en 1897 et y devient clarinette solo peu avant sa mort en 1923. 
Bien qu'il n'ait jamais enseigné au conservatoire de Paris, il était un professeur de clarinette reconnu  et il a pu former sur une longue période de nombreux élèves dont 35 ont obtenu un premier prix du conservatoire. Il a ainsi œuvré à asseoir la réputation de l'école française de la clarinette. On citera, parmi ses élèves ayant réussi une carrière reconnue, Gaston Hamelin, Ferdinand Capelle, son neveu Pierre  Lefèbvre, et Daniel Bonade. 
Il est l'un des fondateurs de la société du double quintette de Paris en 1896, constituée des meilleurs musiciens français d'instruments à vent. Cet ensemble effectue de nombreuses tournées triomphantes en Europe au début du XXe siècle.
Il est reconnu comme un perfectionniste travaillant inlassablement les solos et les traits d'orchestre dans une quête d'un idéal sonore. 
Henri Lefèbvre rejetait le vibrato labial qu'il assimilait à un bêlement; il considérait qu'un vibrato personnel devait venir de l'intensité de l'interprétation lors des climax uniquement sur certaines phrases musicales. 
Il décède en 1923.

## Ouvrages
- Henri Lefèbvre, Méthode de clarinette système Boehm contenant les tablatures et doigtés des clarinettes à 7, 8, 9, 10, 11, 12 et 13 clés, Paris, Emile Gallet, 1895.

## Enregistrements
Il a été des premiers clarinettistes à enregistrer. On citera:
- Musette op. 47 de Georges Pfeiffer avec Henri Lefèbvre (cl) ; Housset (fl) ; Barrère (htb)[5], (Berlin, Zonophone, 78 tr/min, ca 1902).
- Erwinn : fantaisie, polonaise de Georges Meister ; Musique de la Garde républicaine ; M. Lefèbvre, clar. , (Zonophone, X80257-X80258, ca 1909).
- La Traviata: fantaisie de Verdi, avec solo de clarinette Henri Lefèbvre ; orchestre de la Garde républicaine, (Gramophone, X80260[6]).
- Rigoletto: fantaisie de Verdi, avec Henri Lefèbvre, soliste de l'opéra (cl) ;  André Guillier, soliste des Concerts Lamoureux (piston) ; orchestre de la Garde républicaine, (Gramophone, X80260[7], 78 tr/min).
- Danses anciennes :  menuet de Paul Vidal avec la société de musique de chambre pour instruments à cordes et à vent (double quintette), Pierre Séchiari (1er violon), Marcel Houdret (2e violon), Jules Marneff (violoncelle), Maurice Vieux (alto), M. Chivert (contrebasse), Adolphe Hennebains (flûte), Louis Bas (hautbois), Henri Lefèbvre (clarinette), Fernand Reine (cor), Ernest Vizentini (basson), pianiste Georges Delauney (numéro de face: 380706, mars 1907)[6].
- Sérénade en ré majeur op. 25 de Ludwig van Beethoven avec la société de musique de chambre pour instruments à cordes et à vent (double quintette), (numéros de face: 38069-38070-380701 à 380704, mars 1907)[6]
- Aubade no 2 d'Edouard Lalo avec la société de musique de chambre pour instruments à cordes et à vent (double quintette), (numéros de face: 380705, mars 1907)[6]
- Lucrezia Borgia: Fantaisie de Gaetano Donizetti avec la musique de la Garde républicaine avec solo de clarinette Lefèbvre (numéro de face: 30470, date inconnue)[6].
- The clarinet, historical recordings, volume 1, enregistrements effectués entre 1898 et 1950 (Londres, Clarinet Classics, 1993) : intégrant un enregistrement d'Henri Lefèbvre.